# Orsay
Orsay  [ɔʁsɛ] je město v jihozápadní části metropolitní oblasti Paříže ve Francii v departmentu Essonne a regionu Île-de-France. Od centra Paříže je vzdálené 20,7 km.

## Sousední obce
Orsay sousedí s Gif-sur-Yvette, Saclay, Palaiseau, Bures-sur-Yvette, Villebon-sur-Yvette a Les Ulis.

## Vývoj počtu obyvatel
Počet obyvatel

## Partnerská města
- Kempen, Německo
- Ely, Spojené království